# Von Kármán (månkrater)
För andra betydelser, se Von Kármán.
Von Kármán är en 13 kilometer stor nedslagskrater på månens baksida. Von Kármán har fått sitt namn efter Theodore von Kármán.
Den 3 januari 2019 landade den kinesiska rymdsonden Chang'e 4 i kratern.

## Satellitkratrar
| Gagarin | Latitud | Longitud | Diameter |
| ------- | ------- | -------- | -------- |
| L       | 47.7° S | 177.9° Ö | 29 km    |
| M       | 47.2° S | 176.2° Ö | 225 km   |
| R       | 45.8° S | 170.8° Ö | 28 km    |